# Agathomyia perplexa
Agathomyia perplexa är en tvåvingeart som beskrevs av Johnson 1916. Agathomyia perplexa ingår i släktet Agathomyia och familjen svampflugor.
Artens utbredningsområde är New York. Inga underarter finns listade i Catalogue of Life.